# آلبرت بورمان
آلبرت بورمان (به آلمانی: Albert Bormann) (زاده ۲ سپتامبر ۱۹۰۲ – مرگ ۸ آوریل ۱۹۸۹) یک نظامی آلمانی در دوره رایش سوم و سومین آجودان آدولف هیتلر بود. وی برادر کوچکتر مارتین بورمان بود.
اوایل زندگی
بورمن در 2 سپتامبر 1902 در Wegeleben (اکنون در ساکسونی-آنهالت) در پادشاهی پروس در امپراتوری آلمان به دنیا آمد. او پسر تئودور بورمن (1862-1903)، کارمند اداره پست، و همسر دومش، آنتونی برنهاردین منونگ بود. خانواده لوتری بودند. او دو خواهر و برادر ناتنی (الز و والتر بورمن) از ازدواج قبلی پدرش با لوئیز گروبلر داشت که در سال 1898 درگذشت. آنتونی بورمن سه پسر به دنیا آورد که یکی از آنها در دوران نوزادی درگذشت. آلبرت و برادر بزرگترش مارتین (1900-1945) تا بزرگسالی زنده ماندند. تئودور وقتی بورمن یک ساله بود درگذشت و مادرش خیلی زود دوباره ازدواج کرد.
خدمات در دوران آلمان نازی
در آوریل 1931، مارتین بورمن برای برادرش در صندوق امداد حزب نازی در مونیخ مشغول به کار شد. در اکتبر 1931، بورمن به Kanzlei des Führers (صدارتخانه هیتلر) حزب ناسیونال سوسیالیست کارگران آلمان (NSDAP) منصوب شد. این حزب مسئول حزب نازی و سازمان های مرتبط و معاملات آنها مستقیماً با آدولف هیتلر بود. بورمن با برادر بزرگترش مارتین متفاوت بود. او قد بلند، فرهیخته بود و «از انظار پرهیز می کرد». بورمن معتقد بود که به نفع بزرگتر خدمت می کند و از موقعیت خود برای منافع شخصی استفاده نمی کند. او با SS-Obergruppenführer Philipp Bouhler، رئیس صدارتخانه هیتلر (Der Chef der Kanzlei des Führers der NSDAP) دوست شد.
هیتلر به بورمن علاقه داشت و او را قابل اعتماد می دانست. در سال 1938، بورمن به گروه کوچکی از آجودانان منصوب شد که تابع مارتین بورمن نبودند. رابطه بین مارتین و آلبرت آنقدر تند شد که مارتین از او نه حتی با نام بلکه به عنوان "مردی که کت پیشوا را در دست دارد" یاد کرد.
بعداً در سال 1938، بورمن رئیس دفتر اصلی I: Persönliche Angelegenheiten des Führers (امور شخصی پیشوا) Kanzlei des Führers شد. در آن شغل، بورمن بسیاری از مکاتبات معمول هیتلر را انجام می داد. ترودل یونگ قبل از اینکه به عنوان منشی خصوصی برای هیتلر انتخاب شود، پس از آمدن بورمان به برلین در آن دفتر برای بورمان کار می کرد.[]
در 20 آوریل 1945، در طول نبرد برلین، بورمن، دریاسالار کارل-جسکو فون پوتکامر، تئودور مورل، هوگو بلاشکه، یوهانا ولف، کریستا شرودر و چند تن دیگر از سوی هیتلر دستور دادند که برلین را با هواپیما به مقصد اوبرسالزبرگ ترک کنند. این گروه طی سه روز بعد با پروازهای مختلف با هواپیماهای Fliegerstaffel des Führers از برلین پرواز کرد. بورمن با خانواده‌اش در هتل پست در هینترسی، چند مایلی دورتر از برشتسگادن، اقامت کرد. از آنجایی که او برادر مارتین بود، فکر می کرد برای خانواده اش امن تر است که زیاد در آنجا نمانند. در اواخر ماه مه 1945 یک افسر اطلاعاتی ارتش ایالات متحده به دنبال آلبرت بورمن به هتل آمد. در آن زمان بورمن رفته بود اما شرودر هنوز آنجا بود و در 28 می برای بازجویی برده شد.
پس از جنگ
پس از پایان جنگ جهانی دوم در اروپا، بورمن با نام روث شناخته شد. او تا آوریل 1949 در مزرعه ای کار می کرد که دستگیر شد. او توسط دادگاه نازی‌زدایی مونیخ به شش ماه کار سخت محکوم شد و در اکتبر 1949 آزاد شد. بورمن از برادرش مارتین بدش می‌آمد به حدی که حتی نمی‌خواست در مصاحبه‌های بعد از جنگ درباره او صحبت کند. بعلاوه بورمن از نوشتن خاطراتش امتناع کرد. در آوریل 1989 بورمن در حالی که در مونیخ زندگی می کرد درگذشت.